# District de Puerto Inca
Le district de Puerto Inca est l’un des cinq districts de la province de Puerto Inca au Pérou.

## Sources
- (en) Cet article est partiellement ou en totalité issu de l’article de Wikipédia en anglais intitulé « Puerto Inca District » (voir la liste des auteurs).